# Heat
För andra betydelser, se Heat (olika betydelser).
Heat är en amerikansk actionkriminalfilm från 1995 i regi av Michael Mann. Huvudrollerna spelas av Robert De Niro, Al Pacino och Val Kilmer.

## Handling
Filmen handlar om en liten grupp högeffektiva värdetransportrånare och poliserna som jagar dem. Rånarligan leds av den intelligente och stilfulle Neil McCauley (Robert De Niro) och poliserna leds av den intelligenta, mer trötta men envisa polisinspektören Vincent Hanna (Al Pacino).
Vincent Hanna gör allt för att försöka stoppa Neil McCauley. Hans hårda arbete som polis gör att hans familjeliv håller på att haverera. Det eskalerar när hans styvdotter far riktigt illa. Rånarna tar med sig medspelare som inte håller sig till reglerna vilket också det får konsekvenser.

## Rollista (urval)
- Al Pacino - Lt. Vincent Hanna
- Robert De Niro - Neil McCauley
- Val Kilmer - Chris Shiherlis
- Jon Voight - Nate
- Tom Sizemore - Michael Cheritto
- Diane Venora - Justine Hanna
- Amy Brenneman - Eady
- Ashley Judd - Charlene Shiherlis
- Mykelti Williamson - Sergeant Drucker
- Wes Studi - Detective Casals
- Ted Levine - Bosko
- Dennis Haysbert - Donald Breedan
- William Fichtner - Roger Van Zant
- Natalie Portman - Lauren Gustafson
- Tom Noonan - Kelso

## Om filmen
- Filmen hade svensk premiär 16 februari 1996 på biografen Rigoletto i Stockholm.
- Filmen är en nyinspelning på TV-dramat Made in L.A. (L.A. Takedown) från 1989, som även den skrevs och regisserades av Mann.
- I huvudrollerna möts Robert de Niro och Al Pacino för första gången i en film.  Båda medverkade i samma film redan 1974 i Gudfadern del II, men hade då inga scener tillsammans.
- De verkliga bankrånarna i Eldstriden i North Hollywood, som sköt mot poliser efter ett rån mot en bank, beväpnade med AK47:or, hade före rånet sett Heat och lämnat kvar den i videospelaren, avstängd strax efter den långa skottlossningsscenen i filmen. Polisen fann filmen när de sökte igenom rånarnas hus.[källa behövs]